# Агресия (престъпление)
Агресията е престъпление в международното наказателно право, едно от основните, наред с геноцида, престъпленията срещу човечеството и военните престъпления. Според доктора по международно наказателно право Марике де Хун от Амстердамския университет и Амстердамския център за международно право, то е най-тежкото нарушение на забраната за употреба на сила. Определя се като „планиране, подготовка, иницииране или изпълнение от лице, което е в позиция ефективно да упражнява контрол върху или да ръководи политическите или военните действия на държава, на акт на агресия, който по своя характер, тежест и мащаб представлява явно нарушение на Устава на Организацията на обединените нации“.
В международен план Международният наказателен съд в Хага има юрисдикция да преследва такива престъпления с решение от 17 юли 2018 г. В съдебната практика и международното право, успоредно с международните наказателни дела, на няколко пъти в историята е създаван и Международен трибунал за преследване на престъплението агресия.

## Хронология на международното приемане на престъплението агресия
След приемането на Римския статут на Международния наказателен съд в Рим на 17 юли 1998 г., член 5 от този статут предвижда, че четири престъпления попадат в юрисдикцията на Съда: престъпление геноцид, престъпление срещу човечеството, военно престъпление и престъпление агресия. Определението за престъпление агресия и подробните правила за упражняване на юрисдикцията на Съда обаче са определени постепенно.
Първата конференция за преглед на Римския статут се провежда в Кампала, Уганда, от 31 май до 11 юни 2010 г. По време на тази конференция държавите – страни по статута – се споразумяват да го изменят, по-специално чрез добавяне на член 8bis (втора поправка), който определя престъплението агресия, и членове 15bis (втора поправка) и 15ter (трета поправка), които определят подробните правила за упражняване на юрисдикцията на Съда по отношение на това престъпление.
Съдът има юрисдикция по отношение на престъплението агресия от 17 юли 2018 г. За тази цел са изпълнени следните две условия:
- Изминала е една година от тридесетото ратифициране или приемане на изменението, прието в Кампала (държавата Палестина беше тридесетата държава, ратифицирала изменението на 26 юни 2016 г.);
- Асамблеята на държавите – страни по статута – решава с мнозинство от две трети да активира юрисдикцията на Съда за това престъпление, считано от 1 януари 2017 г. (тази резолюция е приета на 14 декември 2017 г. и определя активирането на юрисдикцията на Съда на 17 юли 2018 г.).[6]

## В България
През 2024 година Министерството на правосъдието публикува в Портала за обществени консултации проект на Закон за изменение и допълнение на Наказателния кодекс, който предвижда въвеждането в него на престъплението агресия от Римския статут.
Общественото обсъждане на законопроекта се провежда в периода 28 март – 29 април 2024 г., но законопроектът не е внесен от Министерския съвет в Народното събрание за разглеждане и приемане. Към юли 2025 г. кодексът признава за престъпление единствено „агресивната война“ (Глава четиринадесета. Престъпления против мира и човечеството. Раздел I. Престъпления против мира).
| „ | Чл. 409. (Изм. - ДВ, бр. 153 от 1998 г.) Който планира, подготвя или води агресивна война, се наказва с лишаване от свобода от петнадесет до двадесет години или с доживотен затвор без замяна. | “ |

## Международни трибунали с дела за агресия
- Нюрнбергски трибунал – срещу държавни лица, замесени във Втората световна война и Холокоста по време на нацисткия режим. Процесите се провеждат в град Нюрнберг, Германия, от 1945 г. до 1949 г.[11]
- Международен наказателен съд в Хага (МНС) – осъжда престъпленията агресия, геноцид, престъпления срещу човечеството и военни престъпления
- Специалният трибунал срещу руската агресия в Украйна – фокусиран изцяло върху престъплението агресия[5]